# ISO 3166-2:NA
ISO 3166-2:NA is een ISO-standaard met betrekking tot de zogenaamde geocodes. Het is een subset van de ISO 3166-2 tabel, die specifiek betrekking heeft op Namibië.
De gegevens werden tot op 15 november 2016 geüpdatet op het ISO Online Browsing Platform (OBP). Hier worden 14 regio’s -  region (en) / région (fr) – gedefinieerd.
Volgens de eerste set, ISO 3166-1, staat NA voor Namibië, het tweede gedeelte is een tweeletterige code.

## Codes
| Code  | Naam         |
| ----- | ------------ |
| NA-ER | Erongo       |
| NA-HA | Hardap       |
| NA-KA | !Karas       |
| NA-KE | Kavango East |
| NA-KW | Kavango West |
| NA-KH | Khomas       |
| NA-KU | Kunene       |
| NA-OW | Ohangwena    |
| NA-OH | Omaheke      |
| NA-OS | Omusati      |
| NA-ON | Oshana       |
| NA-OT | Oshikoto     |
| NA-OD | Otjozondjupa |
| NA-CA | Zambezi      |